# Абдалла ібн Абдель Азіз Аль Сауд
Абдалла ібн Абдель Азіз Аль Сауд (араб. عبد الله بن عبد العزيز آل سعود; нар. 1 серпня 1924, Ер-Ріяд, Ер-Ріяд — пом. 23 січня 2015, Ер-Ріяд, Ер-Ріяд) — король Саудівської Аравії і хранитель двох святинь (з 2005). Син першого короля Саудівської Аравії Абдель-Азіз ібн Сауда та його восьмої дружини Фахд (з племені Шаммар).
У 1982—2005 — наслідний принц, перший заступник прем'єр-міністра. З 1996 — фактичний правитель держави при королі Фахді, бо останній переніс інсульт і не міг повністю виконувати свої обов'язки.

## Біографія

### Принц
Народився в 1924 в Ер-Ріяді, в сім'ї короля Неджду, Хіджазу і приєднаних територій Абдель Азіза II і був єдиним сином у своєї матері Фахди, що належала до аристократичного клану племені «Шаммар».
Був мером Мекки. У 1962 його брат король Фейсал призначив його командувачем національною гвардією, а в 1975 при іншому браті королі Халіді він отримав посаду другого заступника прем'єр-міністра. Посівши 13 червня 1982 престол брат Фахд своїм указом призначив Абдаллу наслідним принцом і першим заступником прем'єр-міністра.

## На троні
1 серпня 2005 король Фахд помер. 3 серпня в урядовому палаці в Ер-Ріяді відбулася коронація Абдалли. Одним з перших кроків нового короля стало призначення наслідним принцом свого зведеного брата міністра оборони і авіації Султана, що представляє клан Судейрі.
6 листопада 2007 Абдалла відвідав Ватикан, де провів зустріч з Папою Римським Бенедиктом XVI, ставши першим саудівським монархом, який відвідав главу Римо-католицької церкви.
Вперше жінка очолила вищий навчальний заклад: указом короля принцеса Джаухара бинт Фахд бен Мухаммед бен Абдель Рахман Аль Сауд була призначена ректором Жіночого університету Ер-Ріяду.
14 лютого 2009 Абдалла ібн Абдель Азіз оприлюднив укази, зокрема збільшивши склад Консультативної ради з 81 до 150 депутатів, вперше надавши жінці високий державний пост — заступника міністра освіти у справах жінок, створивши Верховний суд — гаранта Конституції Саудівської Аравії і змінивши вищу релігійну інстанцію — Раду вищих улемів, включивши в нього крім правознавців ханбалістського мазхабу також представників інших (ханафітського, малікітського і шафіїтського) мазхабів. У вересні того ж року поблизу Джидди був відкритий Університет науки і техніки короля Абдалли зі спільним навчанням хлопців і дівчат. Після переговорів з високопоставленими представниками мусульманського духовенства, король у вересні 2011 оголосив, що жінкам відтепер дозволено бути членом ради Шури і брати участь у муніципальних виборах

## Вшанування пам'яті
На честь нього названий Науково-технологічний університет імені короля Абдалли.